# 庞焕燊
庞焕燊（1918年10月—2017年6月21日），广西北流人，中华人民共和国政治人物。

## 生平
1936年7月，参加革命工作，1940年10月，加入中国共产党。1940年，北流战工团名乐战功队黎绍初、庞碧琴、凌开泰安排其与凌喜铮、陈名枢等地下党去民安各地开展民运活动。1954年至1958年，出任北流县副县长。1960年，中共北流县第二次代表大会选举出王怀忠担任第一书记、丘文懿、雷炳铎、庞焕燊、刘傅勇担任书记处书书记。1963年11月，庞焕燊在第三届出任副书记、监察委员会书记。
后担任玉林地区供销合作联社副主任。2017年6月21日在玉林逝世，享年99岁。